# Luis Mandoki
Luis Mandoki est un réalisateur, producteur et scénariste mexicain, né le 17 août 1954 à Mexico (Mexique).

## Biographie
Luis Mandoki étudie les Beaux-Arts à Mexico, puis au San Francisco Art Institut et pour finir au London College of Printing. Il est formé à la London International Film School où il réalise son premier court-métrage intitulé Silent Music. Il remporte alors un prix au Festival international du film amateur au Festival de Cannes en 1976. Il retourne ensuite au Mexique et réalise quelques autres courts-métrages et documentaires pour l'Instituto Nacional Indigenista et le Centro de Producción de Cortometraje.
En 1980, Mandoki remporte le prix Ariel (sorte d'Oscar mexicain) avec un court-métrage intitulé Le Secret. Un peu plus tard, il réalise son premier long-métrage : Motel, qui est choisi pour représenter le Mexique en 1983 dans cinq festivals de par le monde. Mais ce n'est vraiment qu'en 1987 que Mandoki s'établit une véritable renommée internationale avec le film Gaby: A True Story (film cité au Golden Globes et Oscar de la meilleure actrice pour Norma Aleandro).
À partir de 1990, il dirige ses premiers films américains et se spécialisera dans son domaine de prédilection, la romance; avec des films comme Comment l'esprit vient aux femmes (Born Yesterday) ou Une bouteille à la mer.

## Filmographie
- 1980 : Mundo mágico
- 1980 : Campeche, un estado de animo
- 1980 : El Secreto
- 1982 : Papaloapan
- 1984 : Motel
- 1987 : Gaby: A True Story
- 1989 : The Edge (TV)
- 1990 : La Fièvre d'aimer (White Palace)
- 1993 : Comment l'esprit vient aux femmes (Born Yesterday)
- 1994 : Pour l'amour d'une femme (When a Man Loves a Woman)
- 1999 : Une bouteille à la mer (Message in a Bottle)
- 2000 : Amazing Grace
- 2001 : Angel Eyes
- 2002 : Mauvais piège (Trapped)
- 2004 : Voces inocentes
- 2006 : Quién es el Sr. López? (documentaire)
- 2007 : Fraude: México 2006 (documentaire)
- 2008 : One More Day for Hiroshima